# Ubaldo Cruche
Ubaldo Cruche (ur. 25 maja 1920 w Montevideo) – piłkarz urugwajski, napastnik.
W 1938 roku Cruche zdobył razem z klubem CA Peñarol tytuł mistrza Urugwaju.
Jako piłkarz klubu Peñarol wziął udział w turnieju Copa América 1941, gdzie Urugwaj został wicemistrzem Ameryki Południowej. Cruche zagrał w dwóch meczach – z Chile (zdobył bramkę – w 80 minucie zmienił go Oscar Chirimini) i Peru (w 22 minucie wszedł na boisko za Chiriminiego).
Później Cruche przeniósł się do Chile, gdzie grał w klubie Club Universidad de Chile. Dwukrotnie został królem strzelców ligi chilijskiej – w 1945 roku (17 bramek) i 1946 roku (25 bramek).